# Hársalja
Hársalja (szlovákul: Podlipníky) Kapipálvágása része Szlovákiában, az Eperjesi kerület Varannói járásában.

## Fekvése
Kapipálvágása központjától 1 km-re északra fekszik.

## Története
1920 előtt területe Sáros vármegye Girálti járásához tartozott

## Külső hivatkozások
- Hársalja Szlovákia térképén

## Lásd még
- Kapipálvágása
- Kecerpálvágása